# Joey Cordevin
Joey Cordevin (* 1970) ist eine deutsche Synchronsprecherin und Schauspielerin mit englischen und französischen Wurzeln. Sie ist die deutsche Stimme von Ginger Foutley in Gingers Welt und Wolfgang Amadeus Mozart in Little Amadeus.

## Filmografie
- Gesches Gift (1997)
- Adelheid und ihre Mörder – Geld stinkt (2000)
- Eine unter Tausend (2004)
- Die Rettungsflieger – Folge: Für die Liebe (2005)
- KTI – Menschen lügen, Beweise nicht (2006)

## Synchronrollen (Auswahl)
- Melissa Disney als Ginger Foutley in Gingers Welt
- Wolfgang Amadeus Mozart in Little Amadeus
- Jaina Proudmoore sowie Tyrande Wisperwind (dt. Version) aus dem Spiel World of Warcraft
- Tsunade in Naruto und Naruto Shippuden
- McLeods Töchter als Jaz McLeod
- diverse Rollen in Dr. House:
  - Donzaleigh Abernathy (als Brady) in Dr. House (2004–2012) in 1 Episode
  - Becky Baeling (als Deedee) in Dr. House (2004–2012) in 1 Episode
  - Purva Bedi (als Lehrerin) in Dr. House (2004–2012) in 1 Episode
  - Missy Crider (als Susan) in Dr. House (2004–2012) in 1 Episode
  - Lisa Darr (als Emily) in Dr. House (2004–2012) in 1 Episode
  - Melissa Marsala (als Judy Lupino) in Dr. House (2004–2012) in 1 Episode
  - Kimberly Quinn (als Schwester Wendy) in Dr. House (2004–2012) in 1 Episode
  - Laura Silverman (als Roz) in Dr. House (2004–2012) in 1 Episode
  - Meera Simhan (als Dr. Jody Desai) in Dr. House (2004–2012) in 2 Episoden
  - Robin Tunney (als Rebecca Adler) in Dr. House (2004–2012) in 1 Episode
  - Christine Woods (als Lou) in Dr. House (2004–2012) in 1 Episode